# L'Avenir français
Pour les articles homonymes, voir LAF.
 (avril 2024).
L'Avenir français (LAF) est un parti politique français d'extrême droite dirigé par Jean-Philippe Tanguy.
Créé par des dissidents de Debout la France en 2021, il s'inscrit dans la galaxie du Rassemblement national. Il est représenté à l'Assemblée nationale depuis les élections législatives de 2022.

## Historique
Le 20 novembre 2020, Jean-Philippe Tanguy, alors vice-président de Debout la France, annonce quitter le parti sur fond de désaccord avec Nicolas Dupont-Aignan quant à la stratégie à adopter en vue des élections régionales de 2021 et présidentielle de 2022 ; il est suivi dans sa démarche par une soixantaine de cadres nationaux et responsables locaux du parti, annonçant dans la foulée le lancement, en janvier suivant, d'un mouvement « gaulliste et souverainiste » collaborant avec le Rassemblement national.
Le parti est officiellement lancé le 22 mars suivant, au cours d'une conférence de presse à laquelle participe Marine Le Pen. L'Avenir français se définit alors comme un mouvement indépendant allié au RN.
L'Avenir français obtient 14 sièges lors des élections régionales de juin 2021, tous élus sur des listes du Rassemblement national. Un an plus tard, lors des élections législatives de juin 2022, il fait élire 6 de ses cadres (l'une de ces élections est ensuite invalidée), une nouvelle fois avec le soutien, l'investiture et l'étiquette du RN.

## Positionnement politique
L'Avenir français est positionné à l'extrême droite,. Il est allié au Rassemblement national. Selon Europe Elects, c'est un parti eurosceptique.

## Élus

### Députés
- Alexandre Loubet, député de la 7e circonscription de la Moselle ;
- Thomas Ménagé, député de la 4e circonscription du Loiret, conseiller régional du Centre-Val-de-Loire ;
- Alexandre Sabatou, député de la 3e circonscription de l'Oise ;
- Jean-Philippe Tanguy, député de la 4e circonscription de la Somme, conseiller régional des Hauts-de-France ;
- Michaël Taverne, député de la 12e circonscription du Nord.

### Conseillers régionaux
- Bourgogne-Franche-Comté : Pascal Blaise, Olivier Damien ;
- Centre-Val-de-Loire : Lionel Béjeau, Régine Flaunet, Thomas Ménagé ;
- Grand Est : Anne-Sophie Frigout, Philippe Morenvillier, Pascal Tschaen ;
- Hauts-de-France : Jean-Philippe Tanguy, Philippe Théveniaud ;
- Île-de-France : Nadejda Rémy-Silanina ;
- Normandie : Olivier Pjanic ;
- Occitanie : Johana Maurel ;
- Provence-Alpes-Côte d'Azur : Hervé Fabre-Aubrespy.

## Résultats électoraux

### Élections présidentielles
| Année | Candidat                | 1er tour                | 1er tour                | 1er tour                | 2d tour                 | 2d tour                 | 2d tour                 | Statut |
| Année | Candidat                | Voix                    | %                       | Rang                    | Voix                    | %                       | Rang                    | Statut |
| ----- | ----------------------- | ----------------------- | ----------------------- | ----------------------- | ----------------------- | ----------------------- | ----------------------- | ------ |
| 2022  | Soutien à Marine Le Pen | Soutien à Marine Le Pen | Soutien à Marine Le Pen | Soutien à Marine Le Pen | Soutien à Marine Le Pen | Soutien à Marine Le Pen | Soutien à Marine Le Pen | Battu  |

### Élections législatives
| Année | 1er tour | 1er tour | Rang | Sièges  | Statut     |
| Année | Voix     | %        | Rang | Sièges  | Statut     |
| ----- | -------- | -------- | ---- | ------- | ---------- |
| 2022a | 152 102  | 0,67     | 15e  | 6 / 577 | Opposition |
| 2024a | 301 475  | 0,94     | 12e  | 5 / 577 | Opposition |

a Au sein d'une alliance avec le RN.

### Élections régionales
| Année | 1er tour                   | 1er tour                   | 1er tour                   | 2d tour                    | 2d tour                    | 2d tour                    | Conseillers | Présidents |
| Année | Voix                       | %                          | Rang                       | Voix                       | %                          | Rang                       | Conseillers | Présidents |
| ----- | -------------------------- | -------------------------- | -------------------------- | -------------------------- | -------------------------- | -------------------------- | ----------- | ---------- |
| 2021  | Listes communes avec le RN | Listes communes avec le RN | Listes communes avec le RN | Listes communes avec le RN | Listes communes avec le RN | Listes communes avec le RN | 14 / 1926   | 0 / 17     |